# Saison 2017 de l'équipe cycliste féminine Lotto Soudal
La Saison 2017 de l'équipe cycliste féminine Lotto Soudal Ladies est la douzième de la formation. L'effectif est profondément remanié. Les recrues sont Anna Kiesenhofer, Annelies Dom, Kaat Van der Meulen, Trine Schmidt et Puck Moonen. Le principal départ est celui de l'Allemande Claudia Lichtenberg. Lieselot Decroix, Willeke Knol, Emma Pooley, Anouk Rijff, Anisha Vekemans, Sofie De Vuyst et Susanna Zorzi ne font plus non plus partie de l'équipe.
Lotte Kopecky réalise une bonne campagne de classiques. Quelque peu malchanceuse sur le  Circuit Het Nieuwsblad puis sur le Tour de Drenthe, elle se classe deuxième du Drentse 8 et surtout cinquième du  Tour des Flandres. Sur piste, elle est championne du monde de la course américaine avec Jolien D'Hoore. Élise Delzenne se montre régulière et gagne une étape du GP Elsy Jacobs. Isabelle Beckers est vice-championne de Belgique du contre-la-montre. Trine Schmidt brille sur piste avec deux titres de championne d'Europe. L'équipe réalise également un bon Tour de Belgique. Elle est vingtième du classement World Tour et dix-neuvième du classement UCI.

## Préparation de la saison

### Partenaires et matériel de l'équipe
Le partenaire principal est la loterie nationale belge sous sa marque Lotto. Le fabricant de silicones et colles Soudal est le partenaire secondaire. Le fabricant de cycles Ridley soutient l'équipe. 

### Arrivées et départs
La présentation de l'équipe a lieu au Palais 12 à Bruxelles. En 2017, les leaders de la formation restent Lotte Kopecky et Élise Delzenne. L'effectif est profondément remanié. La triathlète et grimpeuse autrichienne Anna Kiesenhofer, vainqueur de l'étape au mont Ventoux du Tour de l'Ardèche 2016, rejoint l'équipe. Tout comme les pistardes Annelies Dom, Kaat Van der Meulen et Trine Schmidt. Puck Moonen vient compléter l'effectif. Le principal départ est celui de Claudia Lichtenberg vers la formation Wiggle High5,,.
| Arrivées            | Équipe 2016            |
| ------------------- | ---------------------- |
| Annelies Dom        | Lensworld.eu - Zannata |
| Anna Kiesenhofer    | Néo-professionnelle    |
| Kaat Van der Meulen | Lensworld.eu - Zannata |
| Puck Moonen         | Néo-professionnelle    |
| Trine Schmidt       | BMS BIRN               |

| Départs             | Équipe 2017            |
| ------------------- | ---------------------- |
| Lieselot Decroix    | retraite               |
| Willeke Knol        |                        |
| Claudia Lichtenberg | Wiggle High5           |
| Emma Pooley         | arrêt                  |
| Anouk Rijff         | Lensworld.eu - Zannata |
| Anisha Vekemans     | Alé Cipollini          |
| Sofie De Vuyst      | Lensworld.eu - Zannata |
| Susanna Zorzi       | Drops                  |

### Effectif
| Effectif 2017                         | Effectif 2017     | Effectif 2017 | Effectif 2017                             |
| Cycliste                              | Date de naissance | Pays          | Équipe précédente                         |
| ------------------------------------- | ----------------- | ------------- | ----------------------------------------- |
| Isabelle Beckers                      | 4 mars 1983       | Belgique      | Bigla (2013)                              |
| Alana Castrique                       | 8 mai 1999        | Belgique      |                                           |
| Valerie Demey                         | 17 janvier 1994   | Belgique      | Sport Vlaanderen-Etixx (2017)             |
| Annelies Dom                          | 8 avril 1986      | Belgique      | Lensworld-Zannata (2016)                  |
| Chantal Hoffmann                      | 30 octobre 1987   | Luxembourg    | Wielerclub de sprinters Malderen (2013)   |
| Demi de Jong                          | 11 février 1995   | Pays-Bas      | Boels Dolmans (2016)                      |
| Kelly Van den Steen                   | 1 septembre 1995  | Belgique      | Sport Vlaanderen-Etixx (2017)             |
| Lotte Kopecky                         | 10 novembre 1995  | Belgique      | Topsport Vlaanderen-Pro-Duo (2015)        |
| Puck Moonen                           | 20 mars 1996      | Pays-Bas      |                                           |
| Julie Van de Velde (3 juill.–31 déc.) | 2 juin 1993       | Belgique      |                                           |
| Fenna Vanhoutte                       | 6 juillet 1997    | Belgique      |                                           |
| Anabelle Dreville                     | 4 mars 1995       | France        | FDJ-Nouvelle Aquitaine-Futuroscope (2017) |
| Marjolein van 't Geloof               | 27 mars 1996      | Pays-Bas      | Jan van Arckel (2017)                     |
|                                       |                   |               |                                           |
| Source : Cycling Archives             |                   |               |                                           |

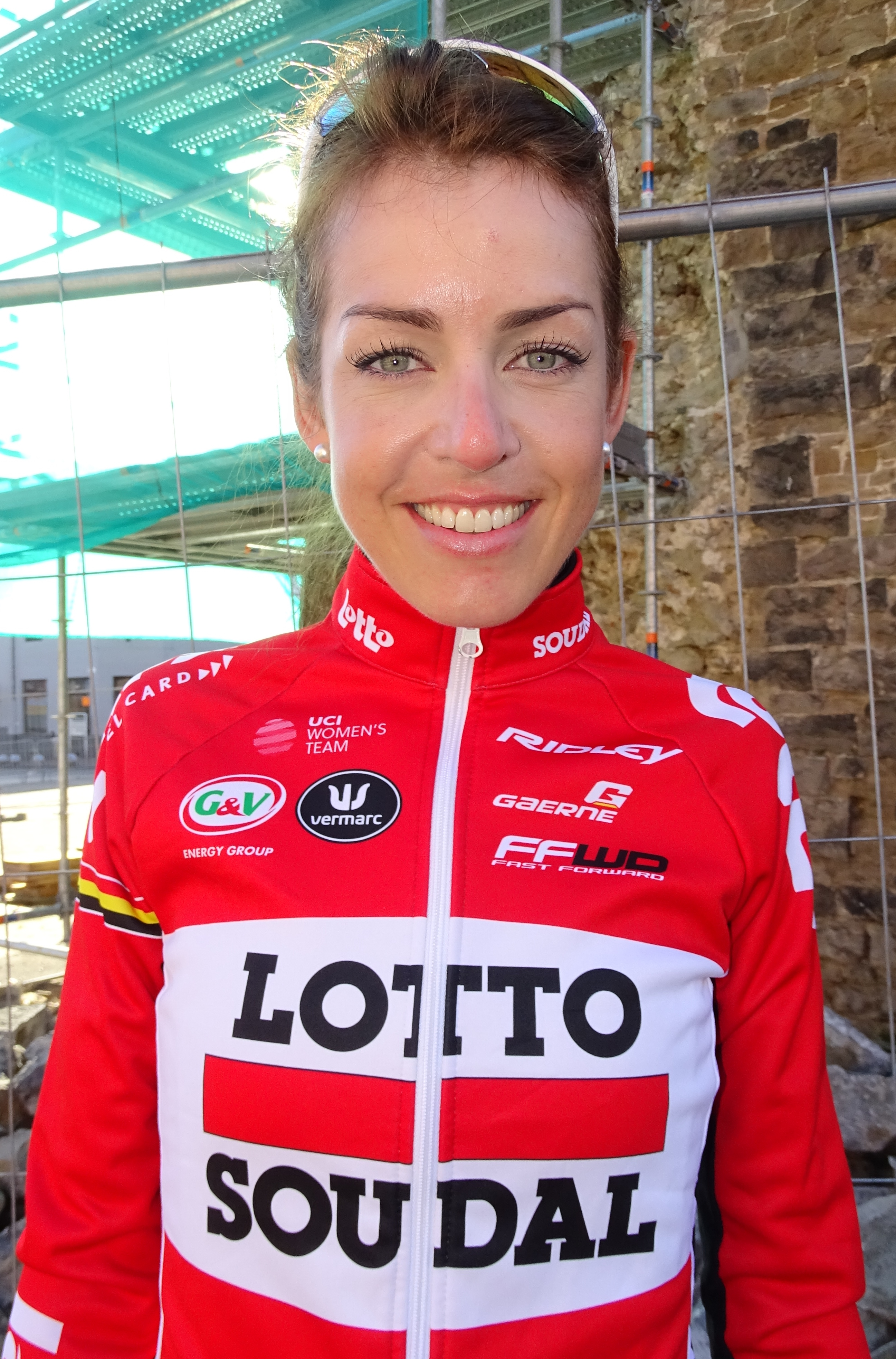
Isabelle Beckers en 2016
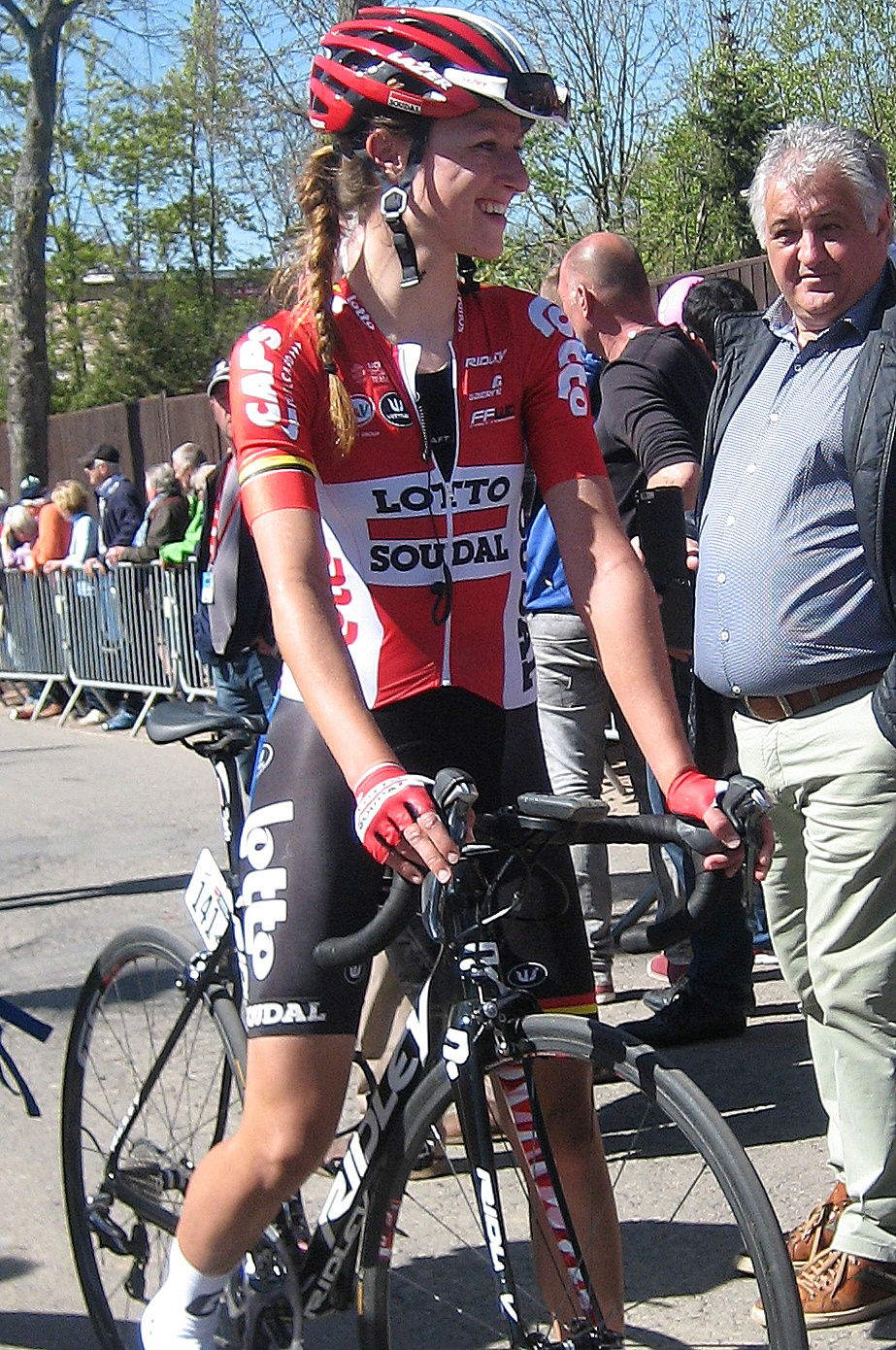
Jessie Daams en 2016
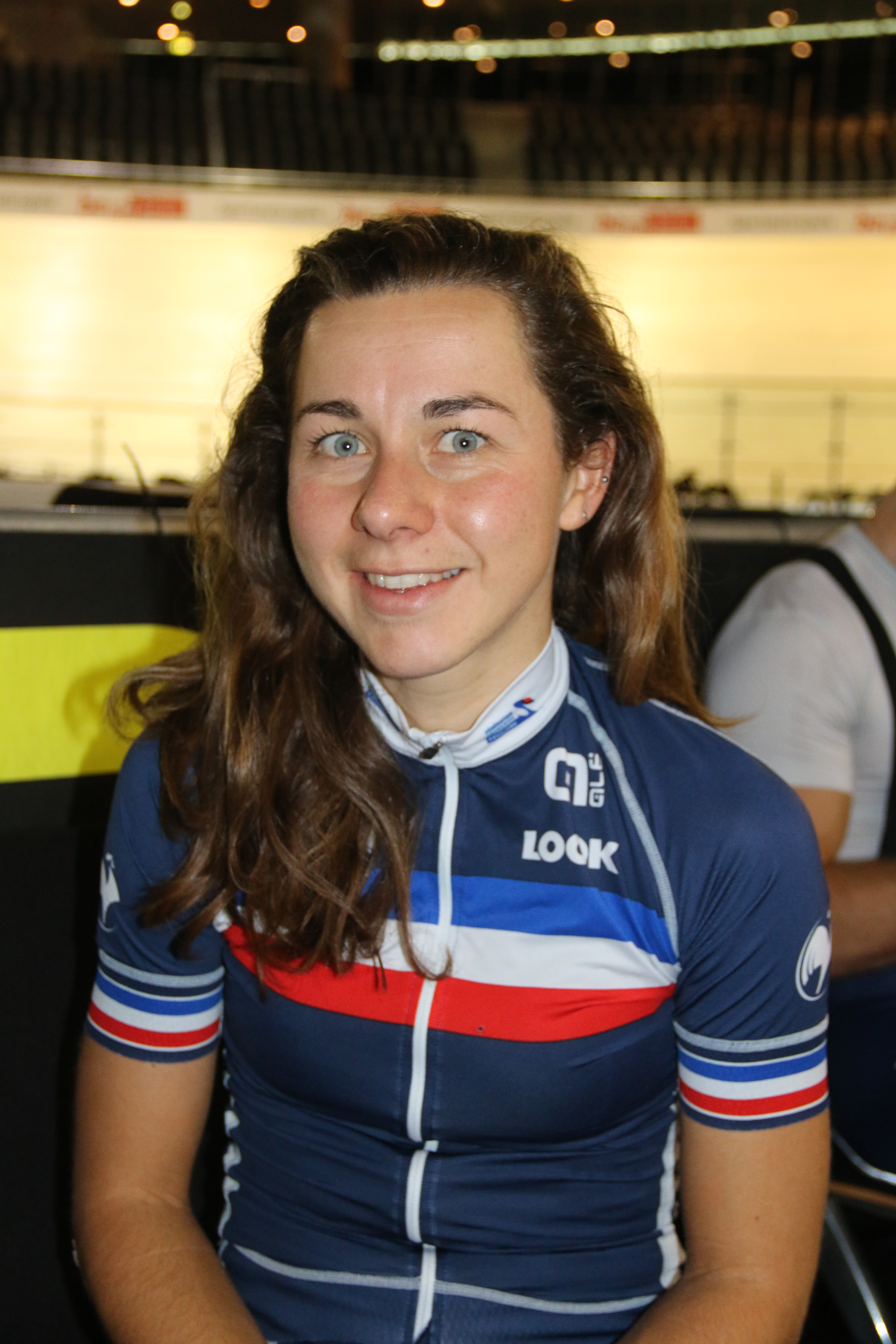
Élise Delzenne
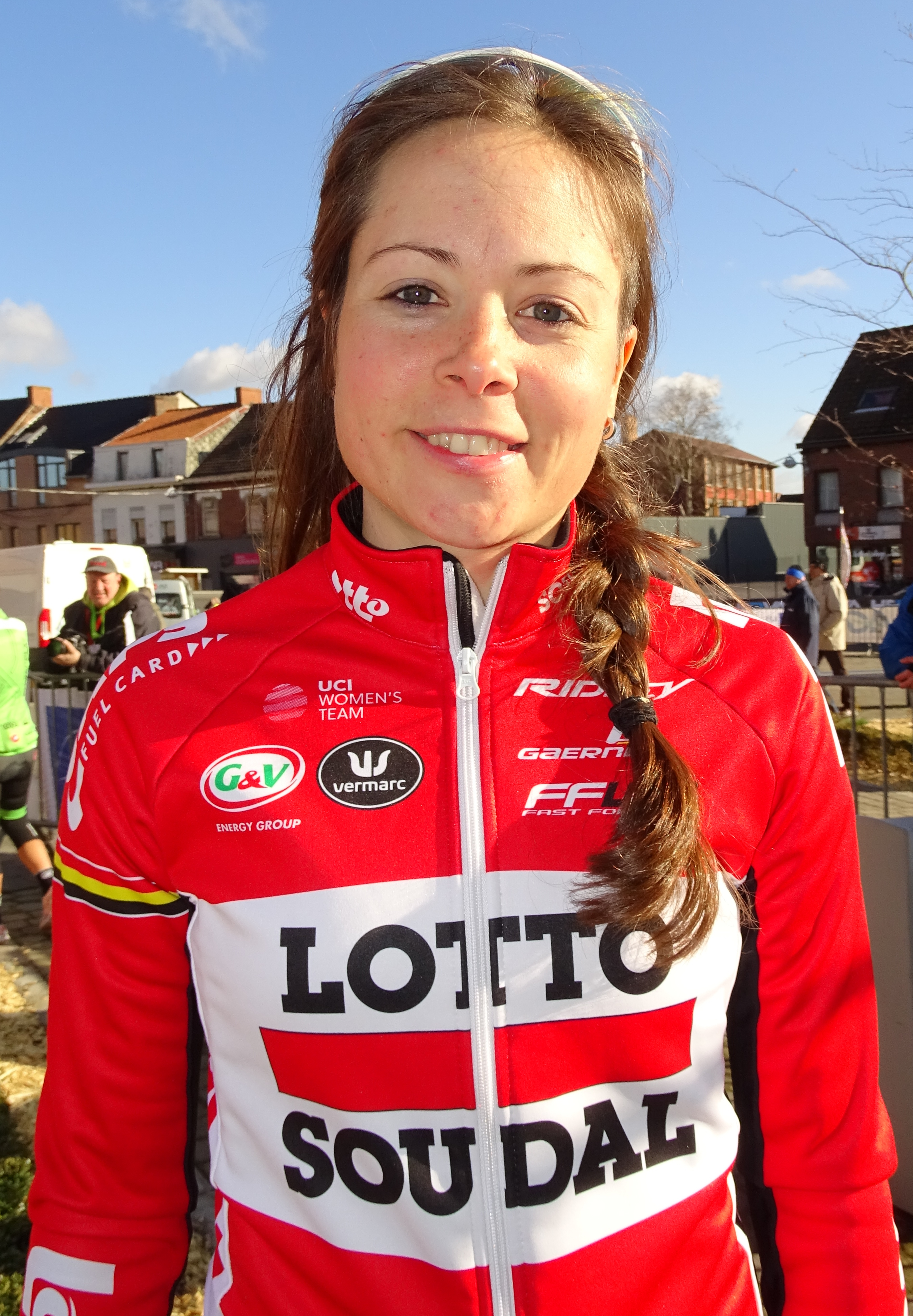
Chantal Hoffmann en 2016
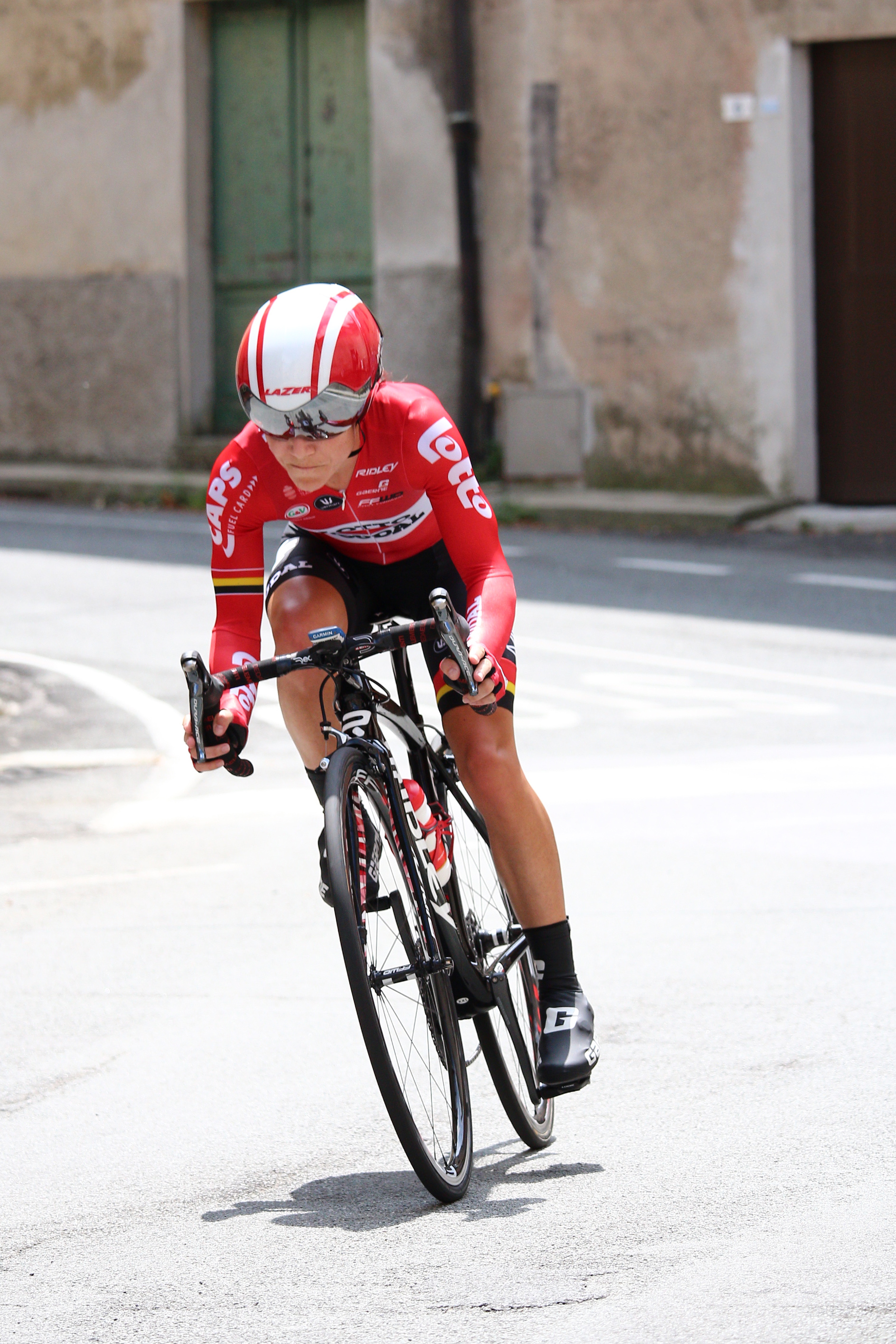
An-Li Kachelhoffer en 2016
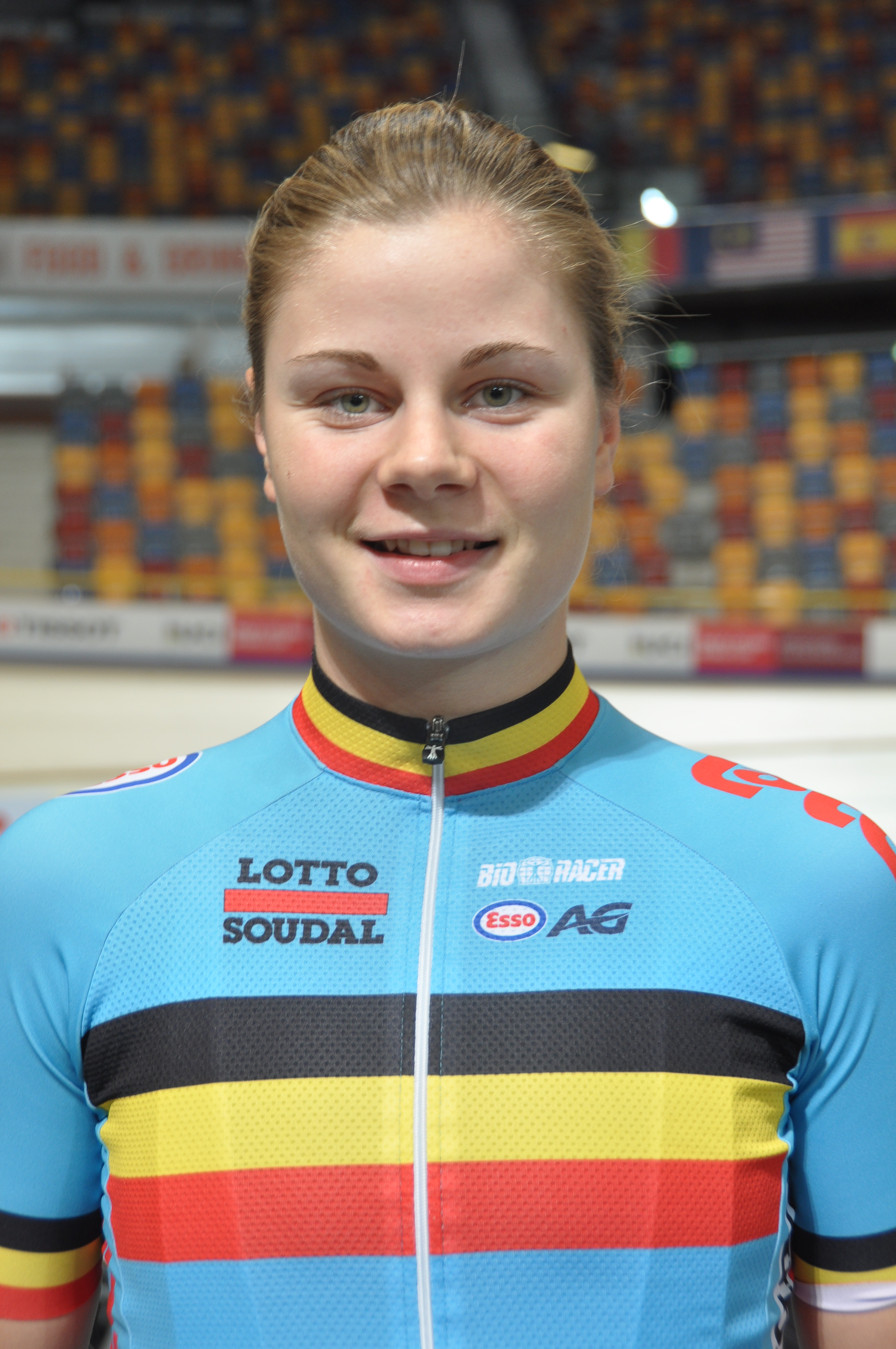
Lotte Kopecky
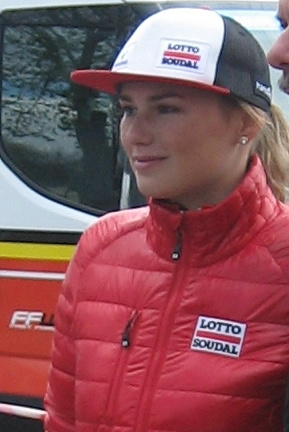
Puck Moonen

### Encadrement
Dany Schoonbaert est le directeur sportif de l'équipe. Il est assisté par Ivan Depoorter et Liesbet De Vocht.

## Déroulement de la saison

### Janvier
Le stage de préparation de l'équipe a lieu à Calp.

### Février-mars
Au  Circuit Het Nieuwsblad, Ellen van Dijk et Elisa Longo Borghini s'échappent après le Paterberg. Un premier groupe de poursuite est constitué d'Elena Cecchini, Lotte Kopecky, Christine Majerus et Gracie Elvin, mais le peloton le reprend. Les deux coureuses de tête comptent alors une minute et demi d'avance. Le Molenberg permet à un nouveau groupe de poursuite de prendre le large. Il comprend Lotte Kopecky, Lucinda Brand, Chantal Blaak, Annemiek van Vleuten et Amanda Spratt. La jonction avec la tête s'opère à seize kilomètres de l'arrivée. Le groupe se scinde immédiatement. Annemiek van Vleuten, Amanda Spratt et Lotte Kopecky sont distancées. Si les deux premières finissent par rentrer, ce n'est pas le cas de la dernière. Elle se classe finalement onzième.
Après avoir chuté dans un secteur pavé lors du Tour de Drenthe alors qu'elle était bien placée, Lotte Kopecky se classe deuxième du sprint massif du Drentse 8 derrière Chloe Hosking le lendemain. Elle se classe sixième d'À travers les Flandres. À Gand-Wevelgem, elle fait partie du groupe de tête mais choisit la mauvaise roue pour le sprint. Elle est seizième. Sur la Pajot Hills Classic, Fenna Vanhoutte chute et se casse le bras.

### Avril

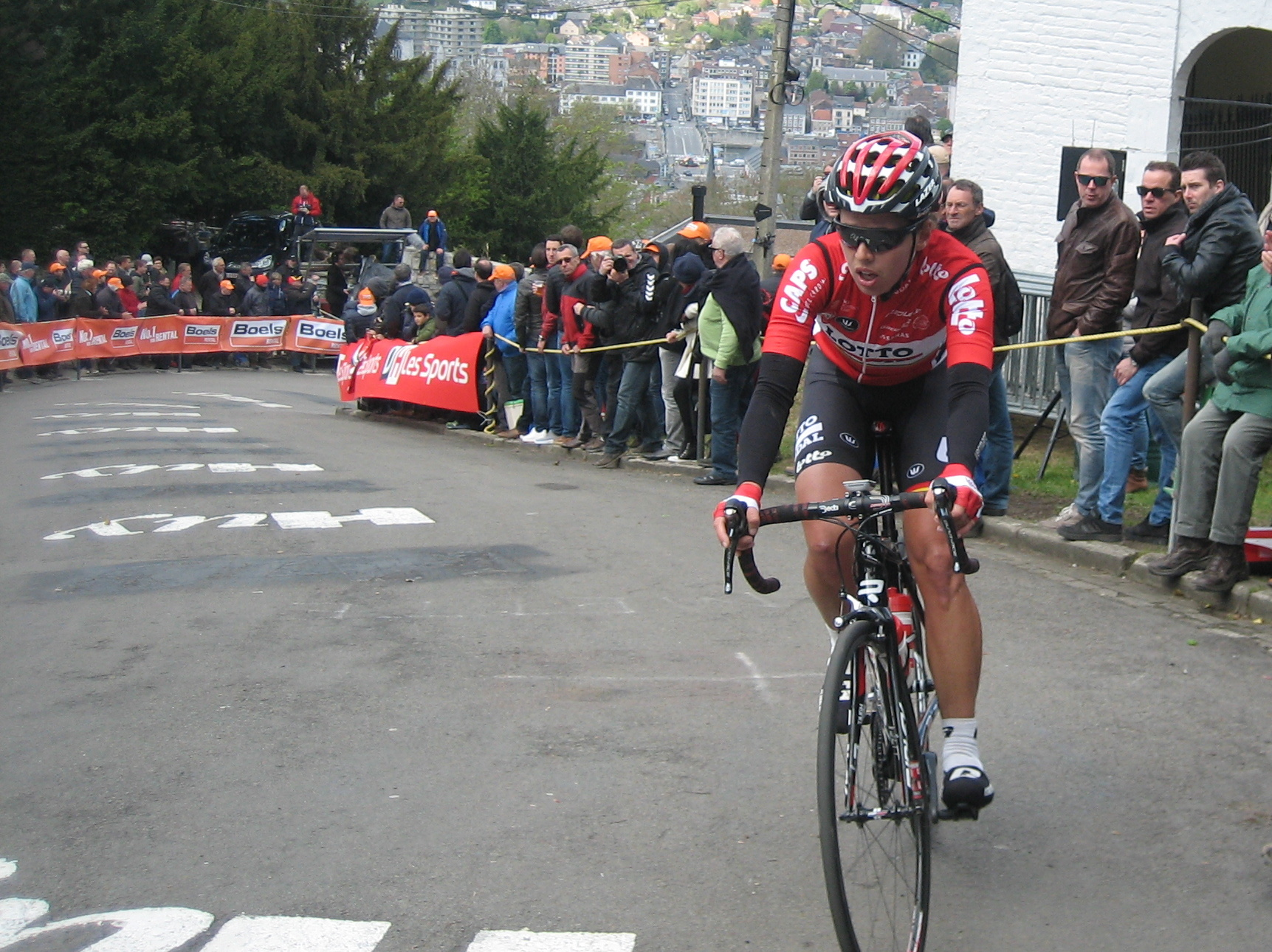
Annelies Dom sur le mur de Huy

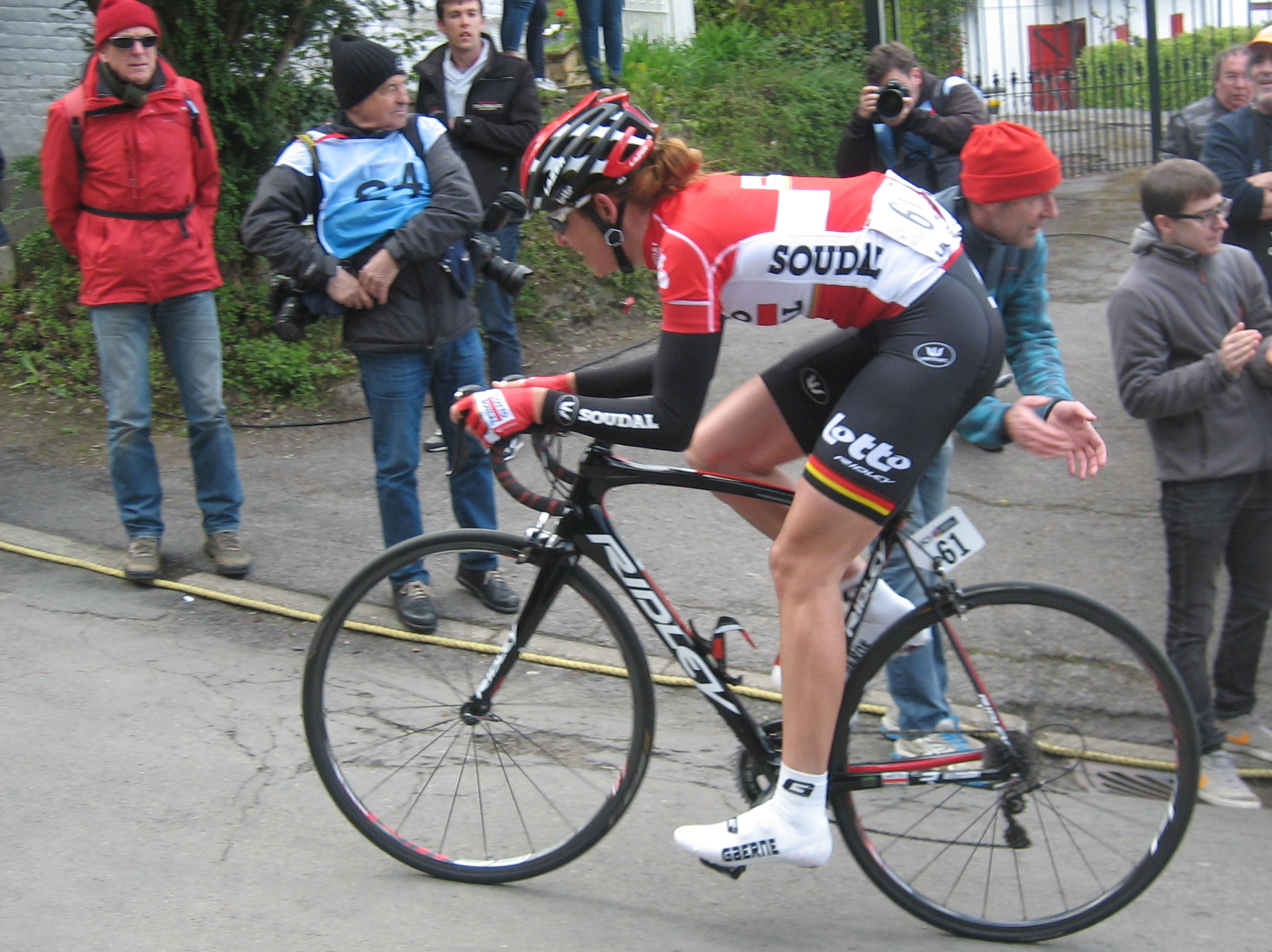
Isabelle Beckers sur le mur de Huy

Au  Tour des Flandres, le mur de Grammont donne réellement le départ de la course. Rozanne Slik part alors. Elle compte jusqu'à une minute trente d'avance sur un peloton d'une cinquantaine de course. Elle est un temps prise en chasse par Élise Delzenne, mais la Française ne parvient pas à combler l'écart. Katarzyna Niewiadoma accélère sur les pentes du Kanarieberg et provoque une sélection importante. Lotte Kopecky se trouve dans le groupe de tête et parvient à s'y maintenir jusqu'à l'arrivée. Elle se classe cinquième du sprint,.
Aux championnats du monde sur piste de Hong-Kong, Lotte Kopecky devient la première championne du monde de la course à l'américaine de l'histoire en duo avec Jolien D'Hoore.

### Mai-juin
Au Festival Luxembourgeois du cyclisme féminin Elsy Jacobs, sur la deuxième étape, Élise Delzenne est présente dans le peloton réduit qui se dispute la victoire au sprint. Elle le lance de loin et résiste ensuite au retour d'Eugenia Bujak et de Christine Majerus pour s'offrir l'étape. À Gooik-Geraardsbergen-Gooik, Élise Delzenne se classe huitième, soit quatrième du sprint du peloton, après avoir effectuée une course agressive récompensée par le prix des monts. Au Diamond Tour, elle prend la sixième place dans le sprint massif.
Lors des championnats nationaux, Lotte Kopecky est pour la quatrième fois consécutive deuxième de la course en ligne en Belgique derrière Jolien D'Hoore. Isabelle Beckers est deuxième également du contre-la-montre derrière Ann-Sophie Duyck. En France, Élise Delzenne finit cinquième du contre-la-montre. Sur la course en ligne, elle s'échappe en compagnie d'Audrey Cordon, mais le peloton réagit et les reprend. Elle se classe finalement onzième.

### Juillet
Au Tour de Feminin, Élise Delzenne se classe sixième de la première étape. Elle est ensuite huitième du contre-la-montre de la troisième étape, deuxième de la quatrième étape au sprint derrière Nancy van den Burg et enfin troisième de la dernière étape où sa coéquipière Juliette Labous s'impose.
Au BeNe Ladies Tour, Trine Schmidt est quatrième du prologue, Élise Delzenne cinquième. L'équipe est victime d'une épidémie qui l'empêche de réaliser des performances correctes. Élise Delzenne est cependant encore cinquième du contre-la-montre de l'étape 2b. Cela lui permet de finir l'épreuve à la huitième place.

### Août
Élise Delzenne, Trine Schmidt et Chantal Hoffmann participent aux Championnats d'Europe sur route. La Française fait ensuite une mauvaise chute à l'Open de Suède Vårgårda. 

### Septembre

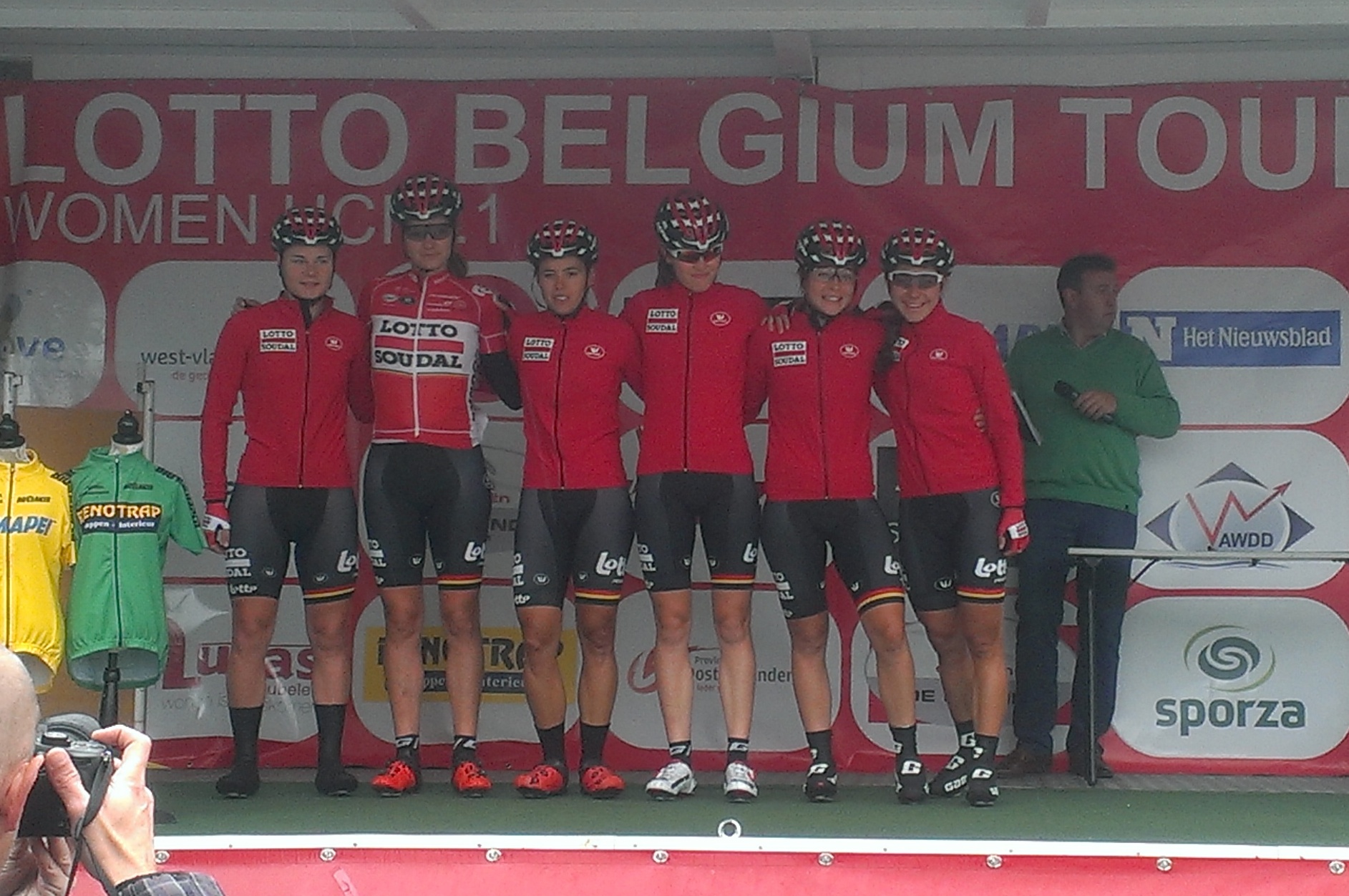
Au Tour de Belgique

Au Tour de Belgique, Lotte Kopecky est septième du prologue et Élise Delzenne dixième. Le lendemain, Trine Schmidt fait partie de l'échappée. Cela lui permet de se classer huitième. Lotte Kopecky est septième du sprint de la deuxième étape. Sur la dernière étape, sorte de mini-Tour des Flandres, dans des conditions météorologiques difficiles, Élise Delzenne fait partie de l'échappée matinale. Dans le final, Ruth Winder s'échappe avec Anouska Koster. Derrière Lotte Kopecky tente de boucher le trou. Elle prend finalement la troisième place, Élise Delzenne est sixième. Au classement général, Lotte Kopecky est huitième et Élise Delzenne dixième,. Aux championnats du monde sur route, elle part à deux tours de l'arrivée avec Janneke Ensing, Amanda Spratt et Danielle King. Dans la montée de Salmon Hill, les favorites les reprennent. Toutefois, la mauvaise coopération dans le groupe cause un regroupement général,,.
À La Madrid Challenge by La Vuelta, Lotte Kopecky est bien placée dans le final. Cependant, elle manque de soutien et est souvent exposé au vent. À court d'énergie, elle ne peut participer pleinement au sprint et finit onzième. Peu avant les championnats du monde sur route, Lotte Kopecky doit annoncer son forfait à cause d'une déchirure à la cuisse.
Élise Delzenne, Trine Schmidt et Chantal Hoffmann participent aux championnats du monde sur route. Élise Delzenne part à deux tours de l'arrivée avec Janneke Ensing, Amanda Spratt et Danielle King. Dans la montée de Salmon Hill, les favorites les reprennent. Toutefois, la mauvaise coopération dans le groupe cause un regroupement général,,.

### Octobre
Aux championnats d'Europe de cyclisme sur piste, Trine Schmidt remporte les titres en course aux points, avec une avance considérable sur les concurrentes, et en course au scratch. Élise Delzenne y fait ses adieux à la compétition.

## Victoires

### Sur route
| Victoires | Victoires                      | Victoires  | Victoires | Victoires      | Victoires |
| Date      | Course                         | Pays       | Classe    | Vainqueur      |           |
| --------- | ------------------------------ | ---------- | --------- | -------------- | --------- |
| 30 avr.   | 2e étape, Festival Elsy Jacobs | Luxembourg | 2.1       | Élise Delzenne |           |

### Sur piste
| Date       | Course                                           | Pays      | Classe | Vainqueur     |
| ---------- | ------------------------------------------------ | --------- | ------ | ------------- |
| 14 janvier | Championnat de Belgique d'omnium                 | Belgique  | CN     | Lotte Kopecky |
| 17 février | Omnium à Cali                                    | Colombie  | CDM    | Lotte Kopecky |
| 18 mars    | Course à l'américaine à Gand                     | Belgique  | C1     | Lotte Kopecky |
| 15 avril   | Championnat du monde de la course à l'américaine | Hong Kong | CM     | Lotte Kopecky |
| 6 octobre  | Championnat du Danemark de poursuite             | Danemark  | CN     | Trine Schmidt |
| 6 octobre  | Championnat du Danemark du scratch               | Danemark  | CN     | Trine Schmidt |
| 20 octobre | Championnat d'Europe de la course aux points     | Allemagne | CC     | Trine Schmidt |
| 21 octobre | Championnat d'Europe de la course au scratch     | Allemagne | CC     | Trine Schmidt |

### Résultats sur les courses majeures

#### World Tour
| Date                | #  | Course                                   | Pays            | Meilleure classée           | Classement |
| ------------------- | -- | ---------------------------------------- | --------------- | --------------------------- | ---------- |
| 4 mars              | 1  | Strade Bianche                           | Italie          | -                           | -          |
| 11 mars             | 2  | Tour de Drenthe                          | Pays-Bas        | Lotte Kopecky               | 25e        |
| 19 mars             | 3  | Trofeo Alfredo Binda-Comune di Cittiglio | Italie          | -                           | -          |
| 26 mars             | 4  | Gand-Wevelgem                            | Belgique        | Lotte Kopecky               | 16e        |
| 2 avril             | 5  | Tour des Flandres                        | Belgique        | Lotte Kopecky               | 5e         |
| 16 avril            | 6  | Amstel Gold Race                         | Pays-Bas        | Aucune coureuse à l'arrivée | -          |
| 19 avril            | 7  | Flèche wallonne                          | Belgique        | Élise Delzenne              | 48e        |
| 23 avril            | 8  | Liège-Bastogne-Liège                     | Belgique        | Élise Delzenne              | 44e        |
| 5-7 mai             | 9  | Tour de l'île de Chongming               | Chine           | -                           | -          |
| 11-14 mai           | 10 | Tour de Californie                       | États-Unis      | -                           | -          |
| 4 juin              | 11 | Philadelphia Cycling Classic             | États-Unis      | Course annulée              |            |
| 7-11 juin           | 12 | The Women's Tour                         | Grande-Bretagne | -                           | -          |
| 30 juin-9 juillet   | 13 | Tour d'Italie                            | Italie          | -                           | -          |
| 20 juillet          | 14 | La course by Le Tour de France           | France          | -                           | -          |
| 29 juillet          | 15 | RideLondon-Classique                     | Grande-Bretagne | Élise Delzenne              | 25e        |
| 11 août             | 16 | Open de Suède Vårgårda TTT               | Suède           | Lotto Soudal                | 15e        |
| 13 août             | 17 | Open de Suède Vårgårda                   | Suède           | Annelies Dom                | 78e        |
| 17-20 août          | 18 | Tour de Norvège                          | Norvège         | Élise Delzenne              | 32e        |
| 26 août             | 19 | Grand Prix de Plouay                     | France          | -                           | -          |
| 29 août-3 septembre | 20 | Boels Rental Ladies Tour                 | Pays-Bas        | -                           | -          |
| 10 septembre        | 21 | La Madrid Challenge by La Vuelta         | Espagne         | Lotte Kopecky               | 11e        |

Lotto Soudal est vingtième du classement par équipes. Lotte Kopecky est cinquante-et-unième du classement individuel.

#### Grand tour
| Grand tour            | Tour d'Italie |
| --------------------- | ------------- |
| Coureuse (classement) | -             |
| Accessits             | -             |

## Classement mondial
| Rang | Coureuse           | Points |
| ---- | ------------------ | ------ |
| 41   | Lotte Kopecky      | 269    |
| 60   | Élise Delzenne     | 161    |
| 212  | Julie van de Velde | 25     |
| 243  | Trine Schmidt      | 18     |
| 247  | An-Li Kachelhoffer | 17     |
| 336  | Isabelle Beckers   | 10     |
| 358  | Annelies Dom       | 9      |
| 584  | Chantal Hoffmann   | 2      |

La formation est dix-neuvième au classement par équipes.